# Нисан 370Z
„Нисан 370Z“ (Nissan 370Z) е модел спортни автомобили (сегмент S) на японската компания „Нисан“, произвеждан от 2009 година.
Той заменя модела „Нисан 350Z“, като е малко по-компактен и по-олекотен от него. Предлага се като купе или роудстър с две врати.